# Mrs. Hilton's Jewels
Mrs. Hilton's Jewels è un cortometraggio muto del 1913 diretto da E.A. Martin. Prodotto dalla Selig Polyscope Company e sceneggiato da Maibelle Heikes Justice, il film aveva come interpreti Henry Otto, Kathlyn Williams, Al W. Filson, Wheeler Oakman.

## Produzione
Il film fu prodotto dalla Selig Polyscope Company.

## Distribuzione
Distribuito dalla General Film Company, il film - un cortometraggio di una bobina - uscì nelle sale cinematografiche statunitensi il 18 giugno 1913.